# Cayo Antistio Veto (cónsul 50)
Cayo o Gayo Antistio Veto  fue un senador romano del siglo I que desarrolló su cursus honorum bajo los imperios de Tiberio, Calígula, Claudio y Nerón.

## Familia
Era nieto de Cayo Antistio Veto, consul ordinarius en 6 a. C., hijo de Cayo Antistio Veto, consul ordinarius en 23, sobrino de Lucio Antistio Veto, consul suffectus en 26, y hermano de Camerino Antistio Veto, consul suffectus en 46, y de Lucio Antistio Veto, consul ordinarius en 55.
Su hijo fue Cayo Antistio Veto, consul ordinarius en 96.

## Carrera pública
En 36 era miembro de la cofradía de los salios palatinos. En algún momento de la década de los 30 fue pretor. En 50 fue designado consul ordinarius.